# Lainzer Tiergarten
Il Lainzer Tiergarten è un giardino zoologico e riserva naturale di Vienna, capitale dell'Austria, istituito come recinto di caccia nel 1561.

## Storia

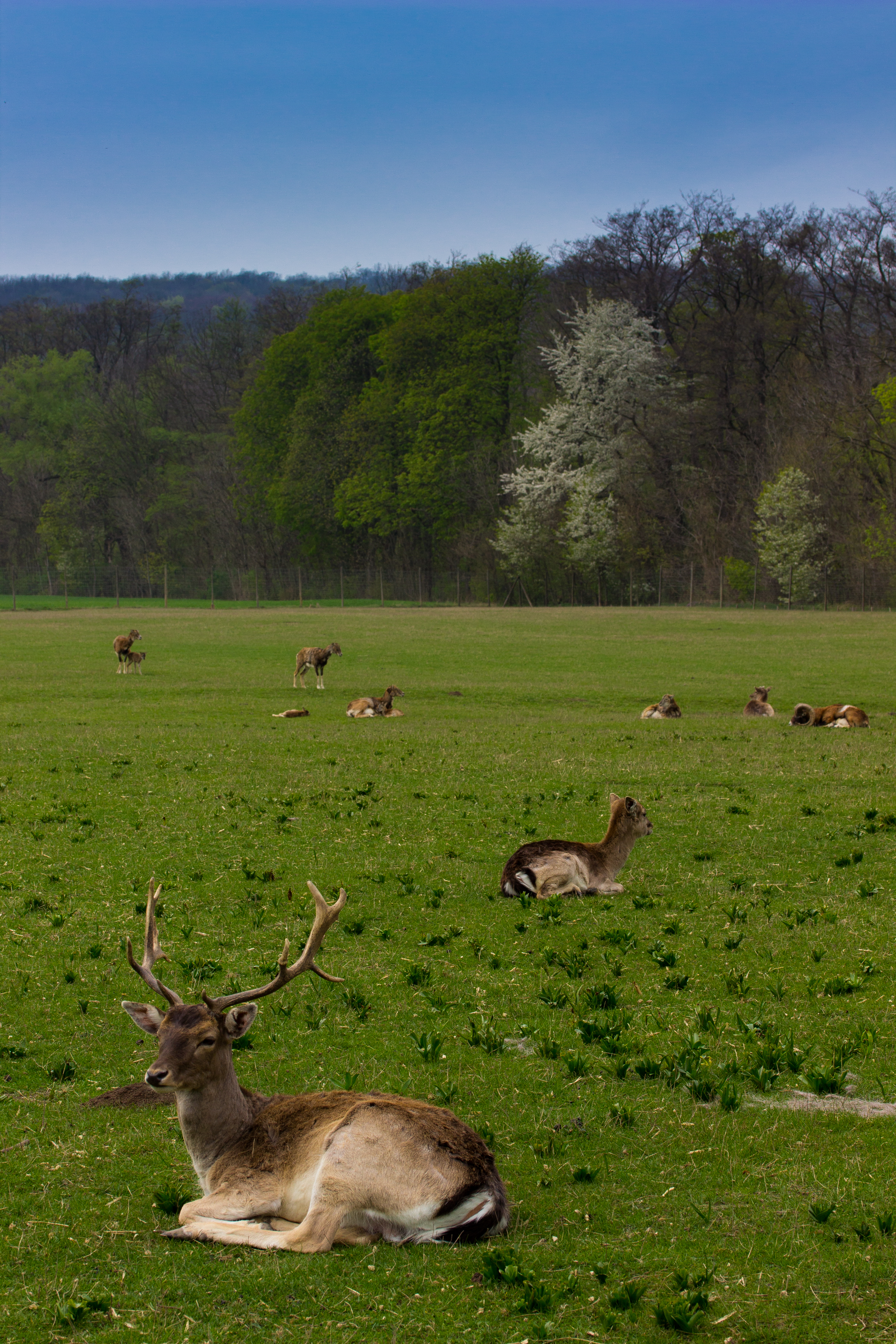
Spazi aperti nel Lainzer Tiergarten

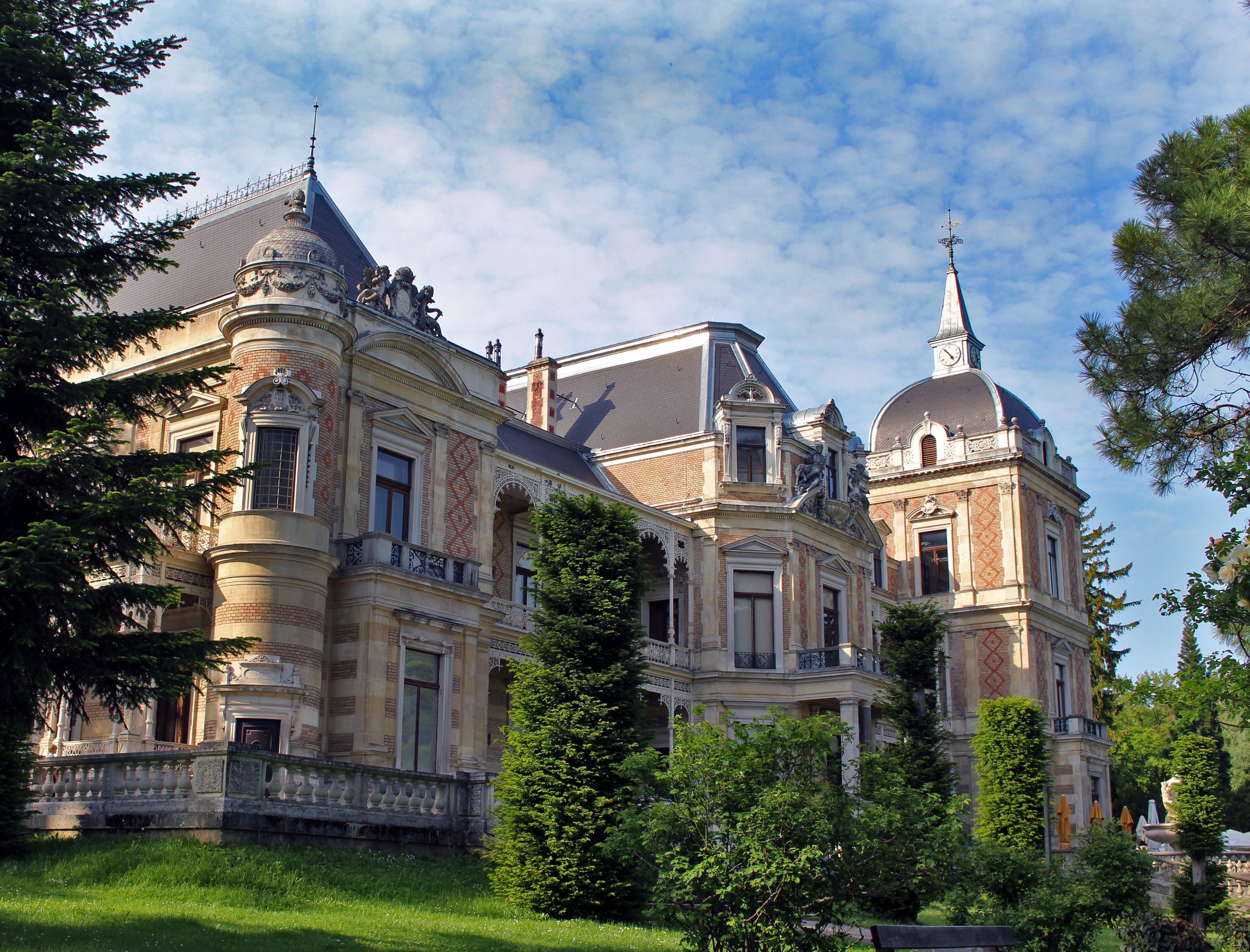
Hermesvilla

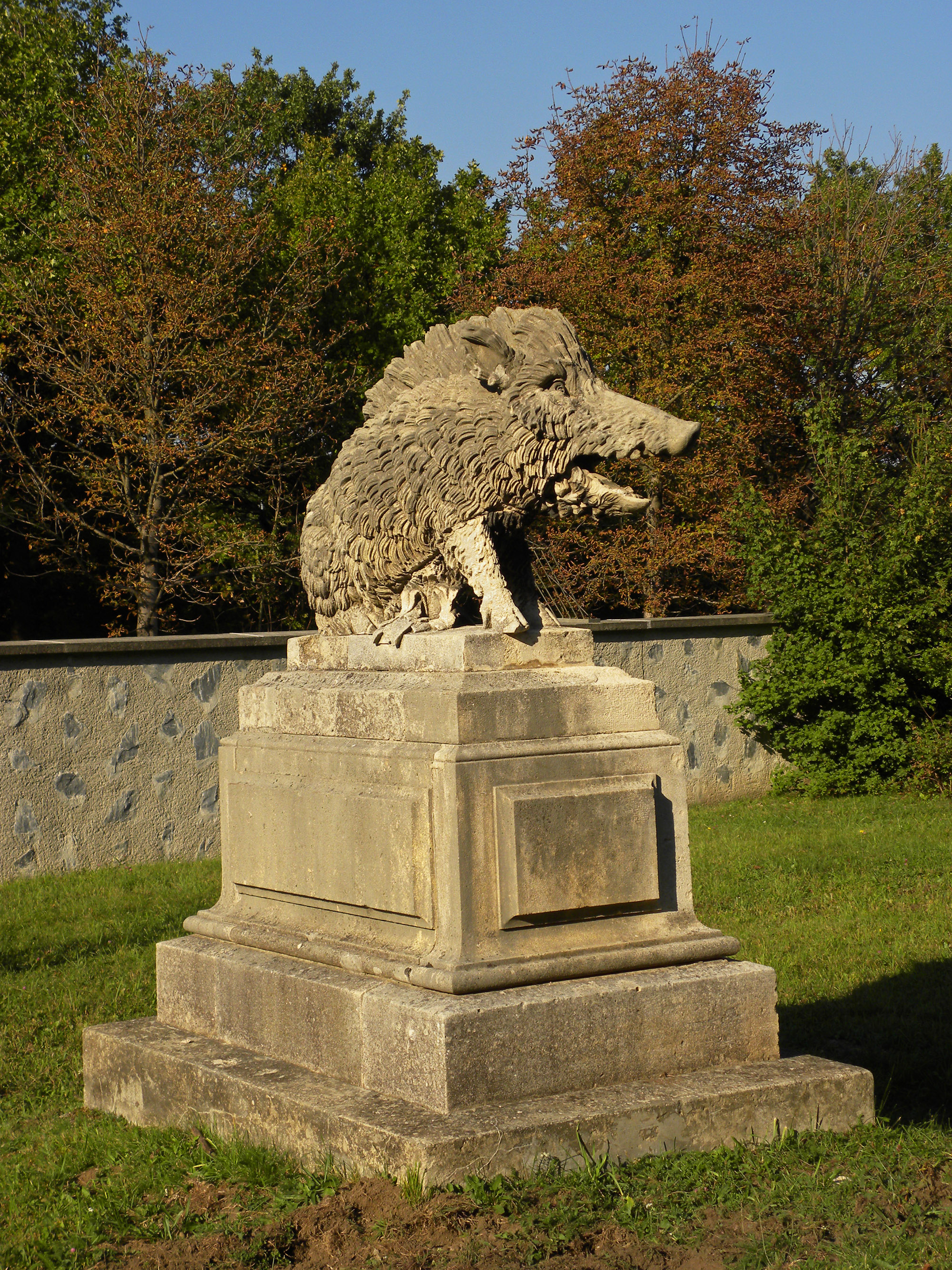
Statua che raffigura un cinghiale del parco

La prima citazione documentata del sito risale al 1270 e dal 1457 si cominciano ad avere informazioni relative a questo luogo come di riserva di caccia. Ferdinando I d'Asburgo acquistò ufficialmente il sito con le foreste adiacenti nel 1561 facendolo recintare e definendola riserva di caccia imperiale che rimase tale fino alla fine dell'Impero asburgico. La Hermesvilla fu costruita tra il 1882 e il 1886 per disposizione  dell'imperatore Francesco Giuseppe I d'Austria che si affidò ai progetti dell'architetto Karl von Hasenauer per donarla alla moglie Elisabetta. Dal 1918 finì l'epoca imperiale e la nuova amministrazione decise di aprire lo zoo e il resto dell'area al pubblico. In seguito, anche per problemi economici, parte della superficie del Tiergarten venne utilizzata per un campo da golf, un orto, e furono progettati anche un cimitero forestale, un cimitero per animali e uno stadio sportivo per corse di cani. Dal 1941 divenne riserva naturale del Reich e nuovamente non più aperta al pubblico. Dopo la fine della seconda guerra mondiale fu amministrata dai sovietici, venne parzialmente disboscata e la villa fatta costruire da Francesco Giuseppe quasi ridotta ad un rudere. Il Lainzer Tiergarten è stato riaperto al pubblico nel 1955 e dal 1974 l'ingresso è gratuito.

## Descrizione
La grande area naturale si trova nella parte occidentale di Vienna e si sviluppa su una superficie complessiva di 2.450 ettari. Ospita una grande varietà di specie vegetali ed animali come caprioli, cervi, cinghiali, picchi, salamandre e pipistrelli.